# Maria vom guten Rat (Pohoří na Šumavě)

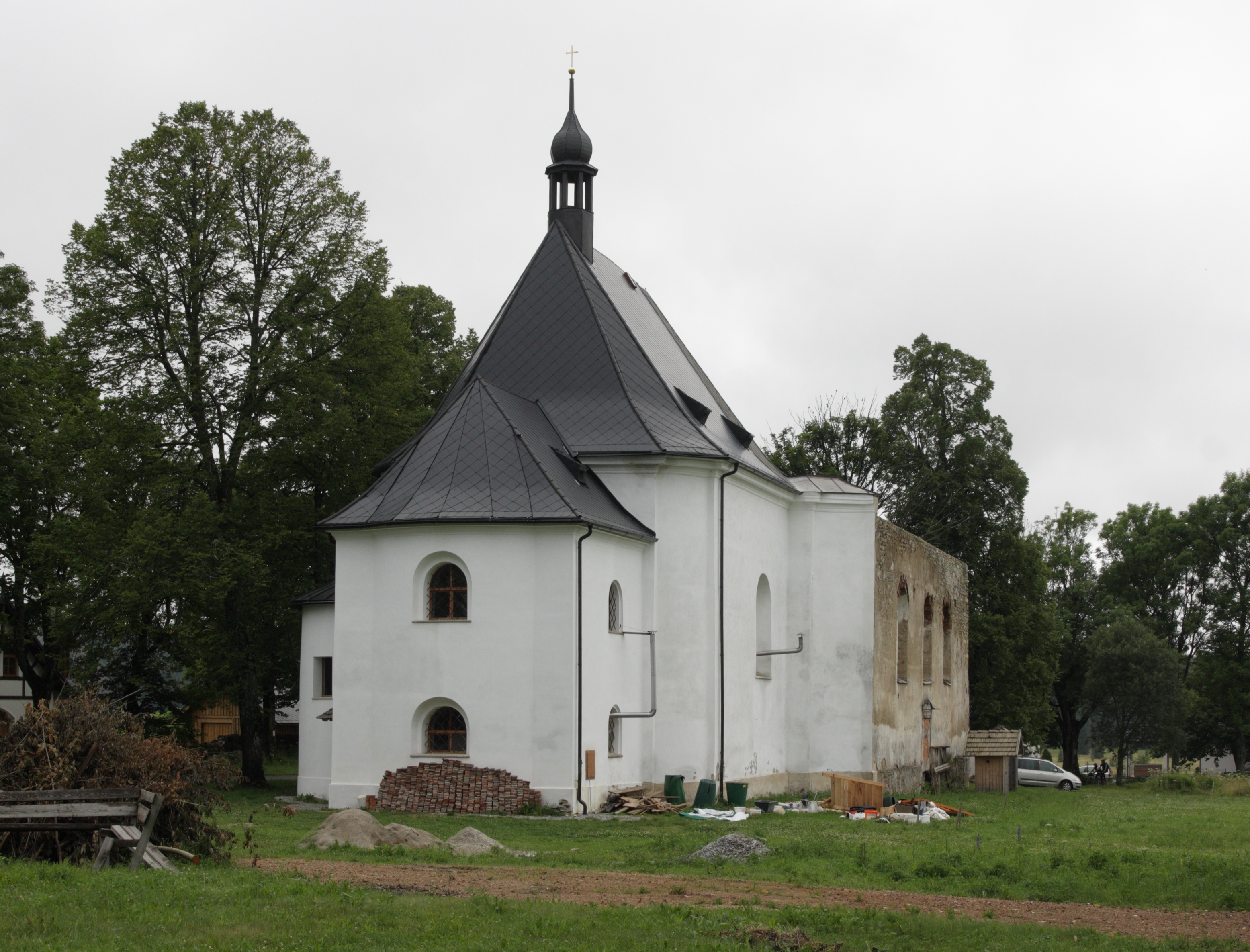
Maria-vom-guten-Rat-Kirche Buchers

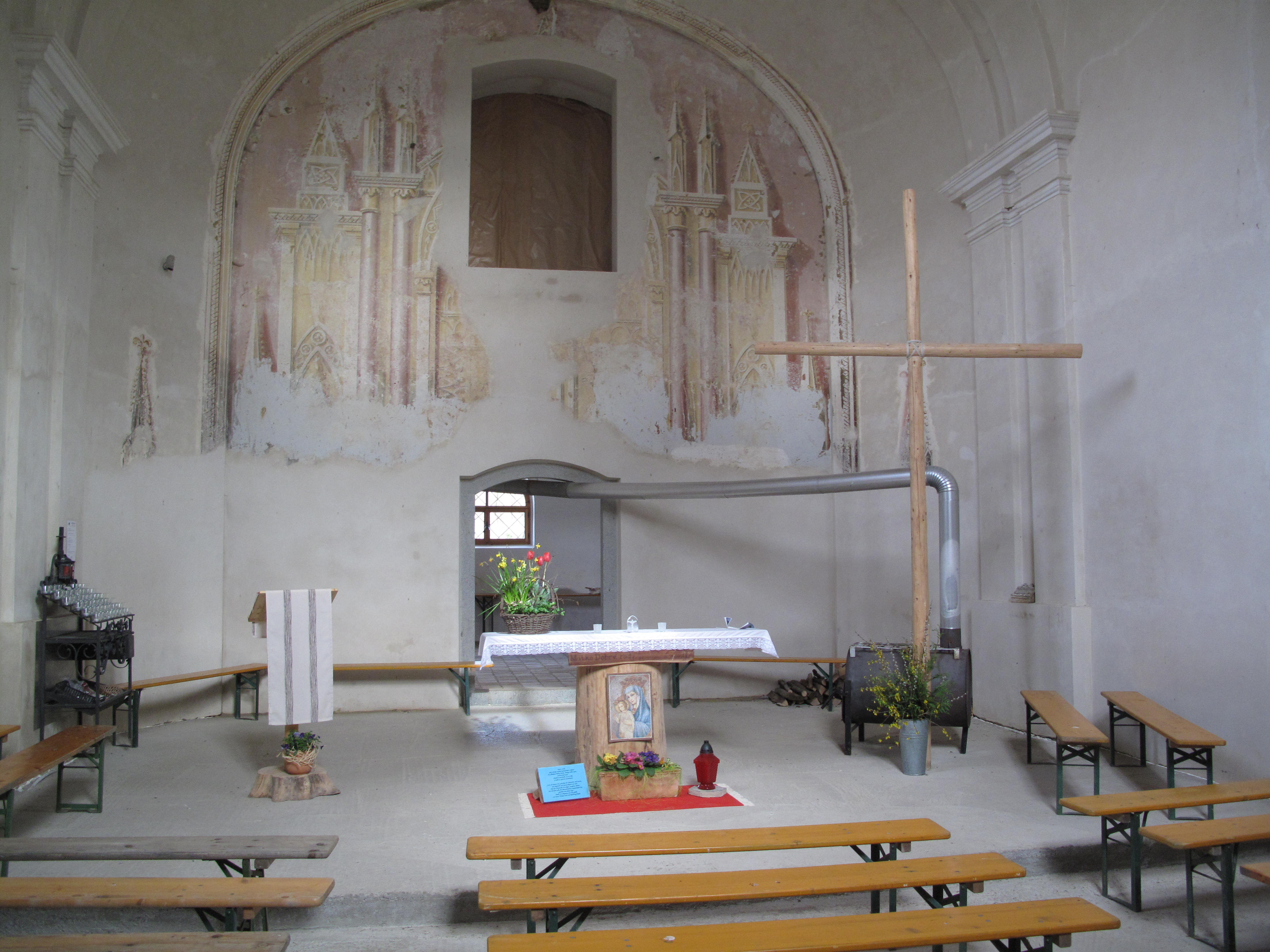
Das Kircheninnere während des Wiederaufbaus

Die römisch-katholische Kirche Maria vom guten Rat steht in Pohoří na Šumavě (deutsch: Buchers) in der Gemeinde Pohorská Ves (Theresiendorf) in Tschechien nahe der österreichischen Grenze bei Karlstift. Sie gehört zum Bistum Budweis.

## Geschichte
1779 wurde in Buchers eine hölzerne Kapelle errichtet. 1783 bis 1791 ließ Johann Graf von Buquoyent die barocke Kirche erbauen. Nach der Vertreibung der Deutschen aus der Tschechoslowakei nach 1945 und wegen der grenznahen Lage im Sperrgebiet verfiel die Kirche allmählich. 1999 stürzte der Kirchturm ein und zerstörte das Kirchenschiff.
Seit 2005 engagiert sich der Bucherser Heimatverein unter Obmann Erich Altmann für den Wiederaufbau der Kirche, der teilweise bereits durchgeführt wurde und noch weiter im Gange ist.
Im September jeden Jahres ist Buchers Ziel einer Wallfahrt vom Bucherser Kirtag, der seit 1981 in Karlstift gefeiert wird.